# 551878 Stoeger
551878 Stoeger è un asteroide della fascia principale. Scoperto nel 2012, presenta un'orbita caratterizzata da un semiasse maggiore pari a 2,7650519 au e da un'eccentricità di 0,2393075, inclinata di 13,90991° rispetto all'eclittica.